# Regney
Regney – miejscowość i gmina we Francji, w regionie Grand Est, w departamencie Wogezy.
Według danych na rok 1990 gminę zamieszkiwało 81 osób, a gęstość zaludnienia wynosiła 21 osób/km² (wśród 2335 gmin Lotaryngii Regney plasuje się na 964. miejscu pod względem liczby ludności, natomiast pod względem powierzchni na miejscu 1107.).